# Kaman (Turkije)
Kaman, is een plaats binnen de Turkse provincie Kırşehir, district Kaman.
Kaman telt 32.000 inwoners en had een stedenband met Zaanstad. In de omgeving van Kaman, in de provincie Kırşehir, vinden in het belangrijke opgravingsgebied Kalehöyük nog steeds opgravingen plaats. In de directe omgeving van Kalehöyük, in een centrum van Hattische en Hettitische nederzettingen, is meteen ook ’s lands meest uitgestrekte park Mikasonmiya Anı Bahçesi te vinden. Het park bestaat uit circa 16.500 bomen in 33 soorten.
Kaman staat bekend om zijn walnoten. Elk jaar wordt er in september/oktober in de stad een walnotenfestival gehouden. Hierbij wordt de beste walnoot gekozen die de agrariërs van Kaman meebrengen.  